# Kevin Hill
Kevin Hill (Chilliwack (Brits-Columbia), 27 juni 1986) is een Canadese snowboarder. Hill is gespecialiseerd op het onderdeel snowboardcross. Hij vertegenwoordigde zijn vaderland op de Olympische Winterspelen 2014 in Sotsji en op de Olympische Winterspelen 2018 in Pyeongchang.

## Carrière
Bij zijn wereldbekerdebuut, in februari 2009 in Cypress Mountain, scoorde Hill direct wereldbekerpunten. In januari 2010 behaalde de Canadees in Stoneham zijn eerste toptienklassering. Op de FIS wereldkampioenschappen snowboarden 2011 in La Molina eindigde hij als veertiende op de snowboardcross. Tijdens de Winter X Games XV in Aspen sleepte de Canadees de zilveren medaille in de wacht op de snowboardcross. In Stoneham nam Hill deel aan de FIS wereldkampioenschappen snowboarden 2013. Op dit toernooi eindigde hij als 33e op de snowboardcross. In december 2013 stond de Canadees in Montafon voor de eerste maal in zijn carrière op het podium van een wereldbekerwedstrijd. Tijdens de Olympische Winterspelen van 2014 in Sotsji eindigde hij als achtste op de snowboardcross.
Op de FIS wereldkampioenschappen snowboarden 2015 in Kreischberg veroverde Hill de zilveren medaille op het onderdeel snowboardcross. Tijdens de Winter X Games XIX in Aspen behaalde de Canadees de gouden medaille op de snowboardcross. In de Spaanse Sierra Nevada nam hij deel aan de FIS wereldkampioenschappen snowboarden 2017. Op dit toernooi eindigde hij als 21e op de snowboardcross, samen met Christopher Robanske behaalde hij de bronzen medaille op de snowboardcross voor teams. Tijdens de Olympische Winterspelen van 2018 in Pyeongchang eindigde Hill als veertiende op de snowboardcross.
Op de FIS wereldkampioenschappen snowboarden 2019 in Park City eindigde de Canadees als dertigste op de snowboardcross. In Idre Fjäll nam hij deel aan de FIS wereldkampioenschappen snowboarden 2021. Op dit toernooi eindigde hij als vijftiende op de snowboardcross.

## Resultaten

### Olympische Winterspelen
| Jaar | Plaats      | Resultaten         |
| ---- | ----------- | ------------------ |
| 2014 | Sotsji      | 8e Snowboardcross  |
| 2018 | Pyeongchang | 14e Snowboardcross |

### Wereldkampioenschappen
| Jaar | Plaats        | Resultaten                               |
| ---- | ------------- | ---------------------------------------- |
| 2011 | La Molina     | 14e Snowboardcross                       |
| 2013 | Stoneham      | 33e Snowboardcross                       |
| 2015 | Kreischberg   | Snowboardcross                           |
| 2017 | Sierra Nevada | 21e Snowboardcross · Snowboardcross team |
| 2019 | Park City     | 30e Snowboardcross                       |
| 2021 | Idre Fjäll    | 15e Snowboardcross                       |

### Wereldbeker
Eindklasseringen
| Seizoen   | Algm | SBX |
| --------- | ---- | --- |
| 2008/2009 | 202e | 49e |
| 2009/2010 | 87e  | 24e |
| 2010/2011 | 22e  | 9e  |
| 2011/2012 | –    | 29e |
| 2012/2013 | –    | 34e |
| 2013/2014 | –    | 6e  |
| 2014/2015 | –    | 4e  |
| 2015/2016 | –    | 11e |
| 2016/2017 | –    | 8e  |
| 2017/2018 | –    | 13e |
| 2018/2019 | –    | 10e |
| 2019/2020 | –    | 23e |